# Mimosepsis myrmecophila
Mimosepsis myrmecophila är en tvåvingeart som beskrevs av Deeming 1976. Mimosepsis myrmecophila ingår i släktet Mimosepsis och familjen fritflugor.
Artens utbredningsområde är Nigeria. Inga underarter finns listade i Catalogue of Life.